# Gustav Ritz

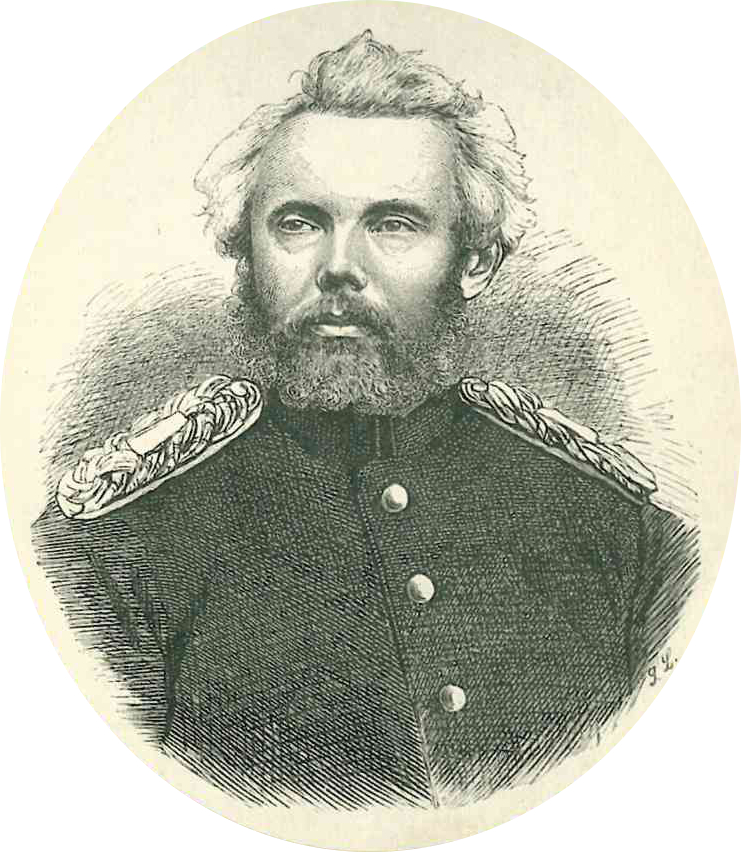
Gustav Ritz auf einer Ehrenurkunde des 19. Jahrhunderts.

Gustav Herrmann August Ritz (geboren am 4. Februar 1829 in Dresden; gestorben am 19. November 1887 in Leipzig) war ein Pädagoge, Mitglied des Dresdner Stadtrates, ab 1863 Kommandant der Dresdner Turnerfeuerwehr und ab 1868 erster Branddirektor der sächsischen Residenz. Unter seiner Leitung formte sich ab 1868 das ständige Berufsfeuerwehrcorps, ein Vorläufer der heutigen Berufsfeuerwehr. Zugleich führte Ritz den Vorsitz des Sächsischen und später des Deutschen Reichsfeuerwehrverbandes.

## Leben

### Kindheit, Jugend und Ausbildung
Gustav Ritz wurde am 4. Februar 1829 als Sohn des Knopfmachers Traugott Eduard Ritz (1798–1882) und dessen Ehefrau Augusta Christina Sophia geb. Vetter (1804–1830) in Dresden geboren. Seine Taufe erfolgte am 15. Februar 1829 in der Kreuzkirche. Das Ehepaar wohnte zunächst an der Leipziger Straße und zog später in das Ritz’sche Elternhaus nach Kamenz. Während der Vater, oft über Wochen hinweg, weiterhin in der Dresdner Werkstatt arbeitete, kümmerte sich seine Frau um ihren Sprössling. Gustavs Mutter verstarb 1830 nach der Geburt ihres zweiten Sohnes, woraufhin die beiden Brüder bei ihren Großeltern als Halbwaisen aufwuchsen. Der Vater heiratete 1832 seine Haushälterin Erdmuthe Stöckhardt. Aus dieser Ehe gingen zwei weitere Söhne hervor.
Gustav Ritz besuchte von 1835 bis 1840 die Kamenzer Stadtschule, die er mit ausgezeichneten Noten beendete. Anschließend holte ihn sein Vater nach Dresden, wo er bis 1843 die Zweite Bürgerschule in der Friedrichstadt besuchte und ebenfalls mit Bestnoten abschloss. In dieser Zeit wuchs in Gustav Ritz der Wunsch, den Beruf eines Lehrers zu ergreifen. Seine Ausbildung erfolgte von 1844 bis 1848 an der Bildungsanstalt zu Friedrichstadt an der heutigen Seminarstraße. Der Gebäudekomplex unterhält seit 2006 das heutige Schulmuseum Dresden. In diesen Jahren erhielt Ritz die nötigen Kenntnisse und Fertigkeiten eines Schullehrers; insbesondere auch in dem ihm gelegenen Fach Turnen, das er durch seine seit 1844 bestehende Mitgliedschaft im Allgemeinen Dresdner Turnverein unterstrich. Während seiner Zeit als Seminarzögling bewohnte Ritz das schuleigene Internat.
Aufgrund der Deutschen Revolution 1848/1849, die auch die sächsische Residenzstadt erfasste und zum Dresdner Maiaufstand führte, konnte der inzwischen 21-jährige Ritz seine Legitimation als Schullehrer erst am 5. April 1850 ablegen, die er mit dem Hauptergebnis Gut mit Auszeichnung abschloss. Belege für eine aktive oder passive Beteiligung am Maiaufstand sind für Ritz nicht beizubringen.

### Turnlehrer, Medizinstudium und Anstaltsleiter
Nach der Revolution bewarb sich Ritz als Lehrer an der Dresdner Schule des Vereins zu Rath und That und erhielt eine Anstellung als Hilfslehrer. Im Jahr 1851 erfolgte seine Festanstellung. Um seine Bestrebungen zum Turnlehrer gerecht zu werden, besuchte Ritz von Oktober 1850 bis Oktober 1851 die Königliche Turnlehrer-Bildungsstätte an der Menagerie. Im Dezember des gleichen Jahres bestand er deren Prüfung mit guten Ergebnissen und erwarb damit die Befähigung für die Übernahme eines Turnlehramtes als auch die Erteilung des Turnunterrichts für männliche und weibliche Personen. Daraufhin bewarb sich Ritz im Verein Rath und Tat um die Zulassung, eine gymnastische Anstalt führen zu dürfen. Die Genehmigung seitens der zuständigen Behörden erfolgte durch den Rat der Königlichen Residenz- und Hauptstadt Dresdens jedoch erst am 30. März 1855 und erst nachdem Ritz am 13. März dieses Jahres zum Bürger Dresdens ernannt worden war.
Gustav Ritz wollte jedoch nicht nur eine simple Einrichtung der körperlichen Ertüchtigung führen, sondern eine Kombination aus Bewegungs- und Hydrotherapie mit medizinischer Begleitung schaffen. Dies bewog ihn, sein Lehramt im Verein Rath und That aufzugeben und sich im September 1857 bei der Königlich Sächsischen Chirurgisch-Medizinischen Akademie im Kurländer Palais zu bewerben, wo er kurz darauf immatrikulierte. Hier erlernte Ritz die Grundlagen der menschlichen Anatomie und Psychologie. Nach dem Abschluss, wiederum mit sehr guten Ergebnissen, eröffnete Ritz 1858 auf der heute nicht mehr existierenden Oberseergasse, unweit der heutigen Trompeterstraße, die Ritz’sche gymnastische Anstalt. Der Hinterhofgarten diente dabei als Übungsplatz mit allerlei Turngeräten. Vor und während seiner Lehramtszeit machten sich bei Ritz jedoch auch die ersten gesundheitlichen Probleme bemerkbar, die durch ein Übermaß seiner mannigfaltigen Aktivitäten begünstigt wurden.
Die neu eröffnete Anstalt erwarb sich frühzeitig einen guten Namen und unterlag durch ihren hohen Zulauf einer permanenten Vergrößerung. Ritz stellte daraufhin mehrere Hilfslehrer ein, die ihn beim Turnunterricht, den gymnastischen Übungen und den angebotenen Moor- und Wannenbädern unterstützten – darunter auch die 22 Jahre jüngere Martha Böttcher, die er 1871 ehelichte. Aus ihrer gemeinsamen Ehe gingen zwei Töchter und ein Sohn hervor.

### Gründung der Turnerfeuerwehr Dresden
Die verheerenden Stadtbrände von Kamenz und Hamburg (beide 1842) sowie das Elbhochwasser 1845 ließen Ritz erkennen, dass die Koordinierung der Einsatzkräfte vielerorts mangelhaft war. Bisweilen standen die herbeigerufenen Löschtrupps den Geschehnissen tatenlos gegenüber. In dieser Zeit erfolgten auch die ersten Gründungen von Freiwilligen Feuerwehrcorps in Sachsen, die nach Ritz’ Meinung mit jungen sportlichen und mutigen Männern zu besetzen seien, von denen es in örtlichen Turnvereinen reichlich gab.
So gründete Ritz zusammen mit dem späteren Feuerlöschinspektor und Leiter des königlichen Hoftheaterfeuerwehrcorps Friedrich Wilhelm Scholle unter Mitwirkung des Stadtrates und von Mitgliedern seines Turnvereins die Freiwillige Turnerfeuerwehr Dresden, die sich am 23. Januar 1863 kontaminierte. Zu den Gründungsmitgliedern, zu denen Ritz aus persönlichen Gründen nicht zählen wollte, gehörte neben Scholle unter anderem auch Franz Jacob Wigard. Die Turnerfeuerwehr umfasste zunächst 75 Freiwillige, die sich vorwiegend aus Ritz’ Turnverein rekrutierten. Den Vorsitz führten zunächst der Klempnermeister Waldmann und Scholle, die jedoch schon recht bald Ritz zum Kommandanten wählten, der daraufhin als erster Feuerlöschdirektor die Turnerfeuerwehr leitete. Bereits ein Jahr später gehörten ihr 165 Löschkräfte an, die sich auf die beiden Standorte in der Scheffelgasse und der Louisenstraße verteilten. In den Folgejahren war Ritz bestrebt, das Feuerlöschwesen in Dresden grundlegend zu erweitern und auszubauen. Neben dem Erlass von zahlreichen Brandverhütungsvorschriften lag sein Augenmerk in der Schaffung eines Mindeststandards bei der technischen Ausrüstung der Löschmannschaften.
Mit Wirkung vom 18. Juni 1866 wurde Ritz Nachfolger des erkrankten städtischen Feuerlöschdirektors Flössel. Im Jahr 1867 folgte unter seinem Vorsitz die Gründung der ersten Berufsfeuerwehr Dresden. Die Leitung der Turnerfeuerwehr übernahm sein Stellvertreter Waldmann. Am 1. September 1869 erhielt von der Stadt Dresden die Berufsstellung eines Gemeindeunterbrandmeisters – allerdings erst nachdem er sich hatte versichern lassen, dass er seine gymnastische Anstalt weiter leiten durfte. Die Freiwillige Turnerfeuerwehr löste sich am 31. Juli 1881 nach einem Stadtratsbeschluss auf.

### Feuerlöschdirektor von Dresden

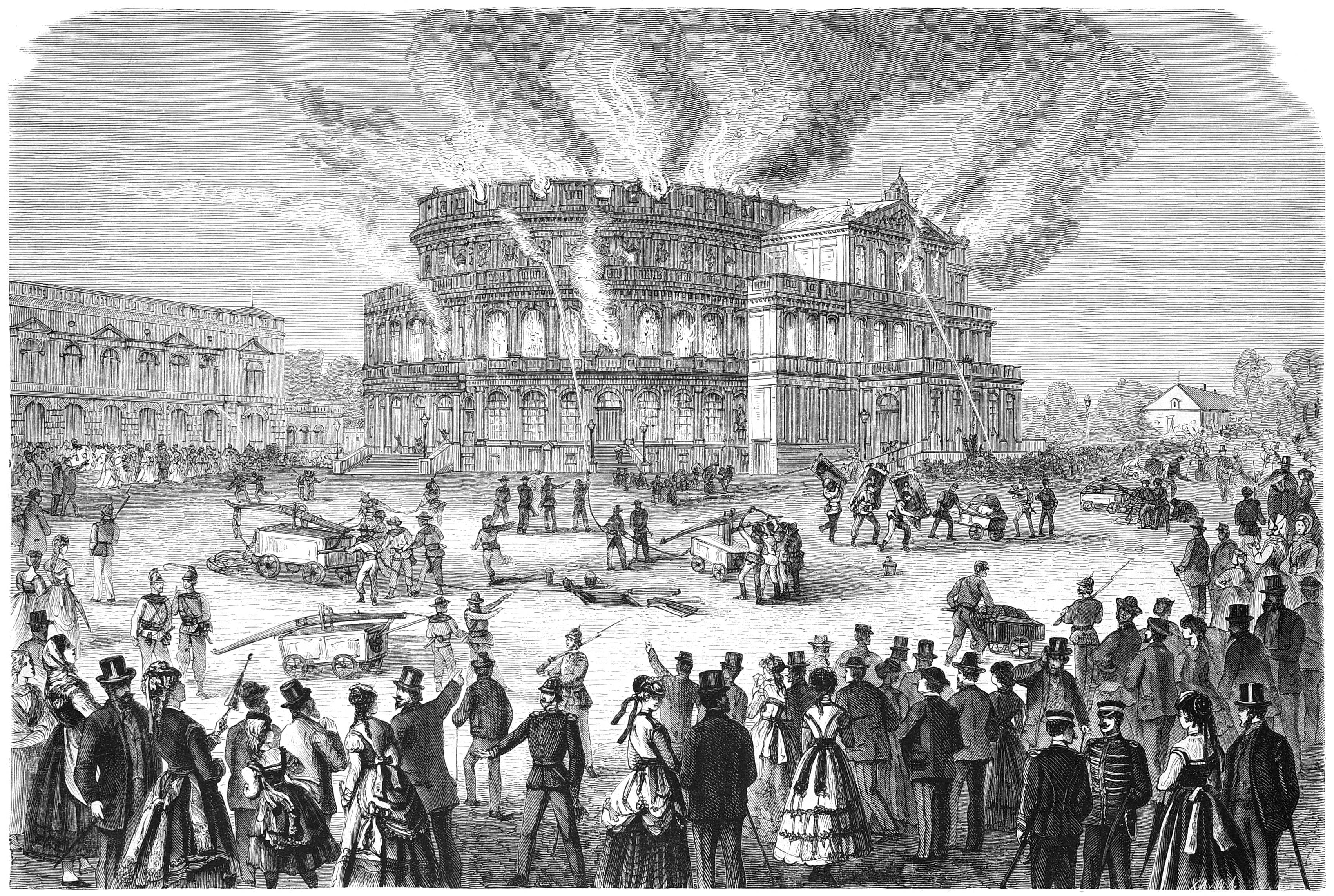
Der Brand des Hoftheaters in Dresden am 21. September 1869

Wenige Wochen nach Ritz’ Amtsernennung zum Feuerlöschdirektor brannte am 21. September 1869 die erste Semperoper nieder. Ursache war die fahrlässige Arbeitsweise eines Beleuchtungsgehilfen bei den Reparaturarbeiten der Gasanschlussschläuche der Kronleuchter. Am 23. Januar 1878 wurde Ritz bei der Besichtigung eines gelöschten Brandherdes in einer Eisenschmiede erheblich verletzt, als ein mit Eisenteilen beladenes Regal infolge der Hitzeeinwirkung zusammenbrach und ihn zu Boden warf. Dabei prallte Ritz im Sturz mit dem Kopf auf ein scharfkantiges Eisen und brach sich das Jochbein. Im gleichen Jahr wurde Gustav Ritz für seine außerordentlichen Verdienste mit dem Ritterkreuz des Königlich Sächsischen Verdienstordens II. Klasse geehrt.
Die Ernennung von Ritz zum städtischen Brandmeister erfolgte am 1. April 1880 durch den Oberbürgermeister Paul Alfred Stübel; allerdings mit der Maßgabe zur Abgabe der Verantwortung seiner Turnanstalt, die seine Frau weiterführte. Noch im gleichen Jahr erfolgte seine Wahl zum Chef des Deutschen Reichsfeuerwehrverbandes (RFV). Zeitgleich fungierte Ritz weiterhin als Kommandant der Freiwilligen Turnerfeuerwehr und der Berufsfeuerwehr Dresden. Daneben führte er den Vorsitz des Verbandes der Feuerwehren Dresden und Umgebung und war als Abgeordneter des Landesverbandes Sachsen sowie als Stadtrat tätig.

## Tod

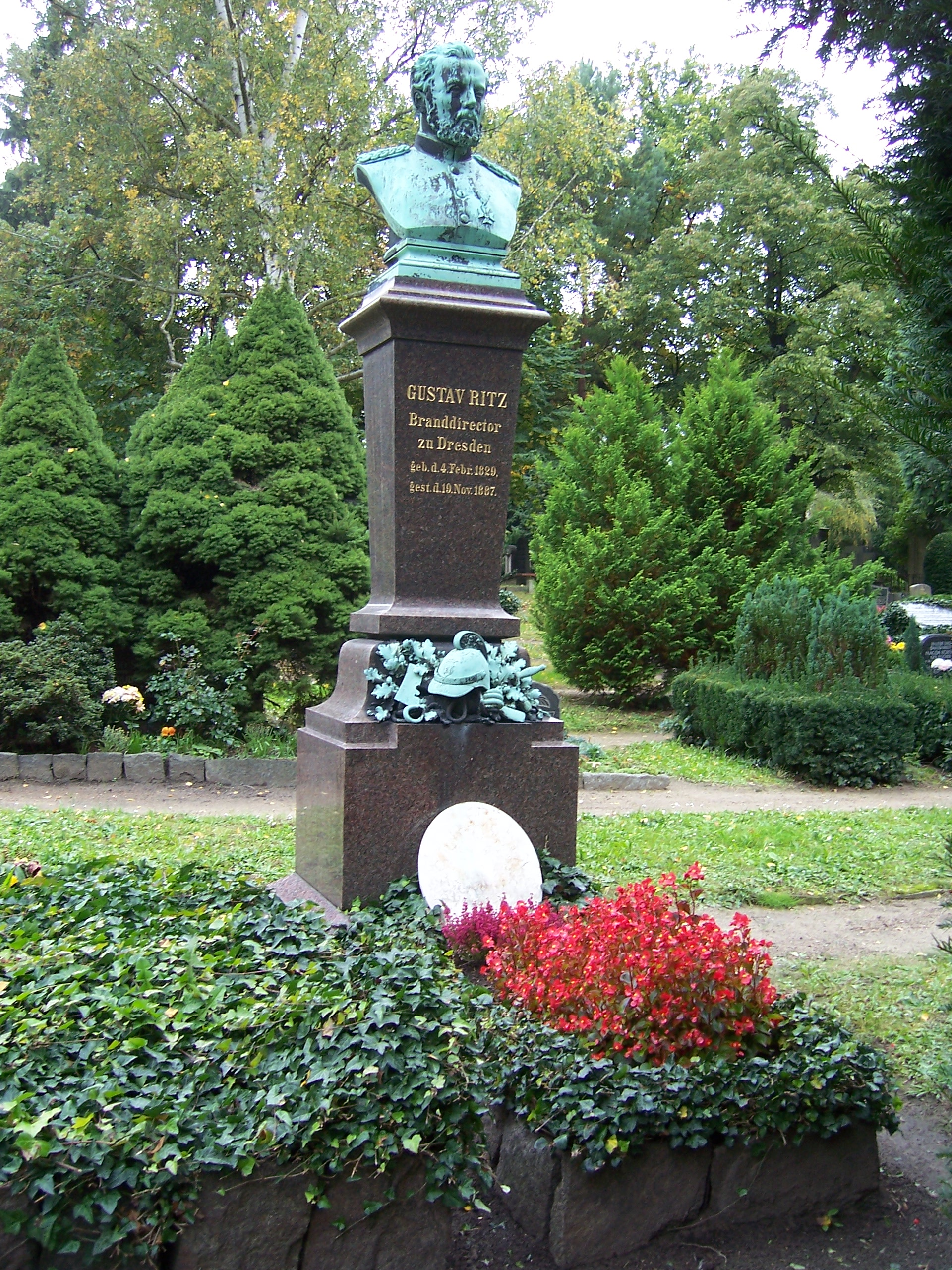
Die Grabanlage von Gustav Ritz auf dem Trinitatisfriedhof in Dresden

Gustav Ritz starb am 19. November 1887 während seiner Rede vor dem Brigadeverband der freiwilligen Feuerwehren der Umgebung von Leipzig in einem Gasthof in Gohlis an den Folgen eines Schlaganfalls. Trotz sofort eingeleiteter Erste-Hilfe-Maßnahmen, die kurzzeitig zu einer Besserung seines Gesundheitszustandes geführt hatten, verstarb Ritz kurz nach 22:30 Uhr infolge Herzstillstands. Die noch vor Ort durchgeführte Obduktion zeigte, dass Ritz über einen längeren Zeitraum an einer hochgradigen Rückbildung und Erschlaffung der Herzwände infolge körperlicher Überlastung gelitten hatte.
Ritz’ Tod löste große Bestürzung aus. Am 23. November 1887 erfolgte die Beisetzung auf dem Trinitatisfriedhof vor mehreren Tausend Anwesenden, darunter auch Oberbürgermeister Paul Alfred Stübel und zahlreiche sächsische Feuerwehrangehörige.
Zum zweiten Todestag wurde das Ritz-Mahnmal eingeweiht. Die etwa drei Meter hohe Grabsäule aus rotem schwedischem Granit wurde von Johannes Schilling geschaffen und aus Spenden finanziert. An ihrer Spitze befindet sich eine etwa 80 Zentimeter große Bronzebüste von Ritz. In den Jahren 1935 und 1998 wurde das Mahnmal restauriert. Die Pflege des Grabes obliegt der Berufsfeuerwehr Dresden.